# Associazione Sportiva Livorno Calcio 1994-1995
Questa pagina raccoglie le informazioni riguardanti l'Associazione Sportiva Livorno Calcio nelle competizioni ufficiali della stagione 1994-1995.

## Stagione
Nella stagione 1994-1995 il Livorno disputa il campionato di Serie C2, raccoglie 53 punti che valgono il quarto posto in classifica, e visto il nuovo regolamento ha il diritto di partecipare ai Playoff promozione, che però perde nel doppio confronto della semifinale giocata contro il Castel di Sangro. Salgono in Serie C1 il Montevarchi diretto, ed il Castel di Sangro che vince i playoff. Alla guida tecnica dei labronici si sono alternati due allenatori, Giorgio Campagna e Tarcisio Burgnich. Nel corso del campionato si è messo in grande evidenza il giovane Stefan Schwoch autore di 23 reti, due in Coppa Italia e 21 in campionato. In Coppa Italia gli amaranto hanno eliminato nel primo turno la Massese, nel secondo turno il Pontedera, nei sedicesimi la Pistoiese, poi negli ottavi sono stati eliminati nel doppio confronto con il Bologna, due pareggi che hanno promosso i felsinei.

## Rosa
| N. |                   | Ruolo | Calciatore              |
| -- | ----------------- | ----- | ----------------------- |
|    | Italia (bandiera) | A     | Andrea Bagnoli          |
|    | Italia (bandiera) | C     | Fabio Barbieri          |
|    | Italia (bandiera) | P     | Fabrizio Boccafogli     |
|    | Italia (bandiera) | D     | Pierangelo Calandra (I) |
|    | Italia (bandiera) | C     | Marcello Carli          |
|    | Italia (bandiera) | C     | Stefano Civeriati       |
|    | Italia (bandiera) | C     | Davide Cordone          |
|    | Italia (bandiera) | D     | Riki Di Bin             |
|    | Italia (bandiera) | D     | Alfonso Di Marco        |
|    | Italia (bandiera) | D     | Luciano Dondo           |
|    | Italia (bandiera) | A     | David Favilli           |

| N. |                   | Ruolo | Calciatore                |
| -- | ----------------- | ----- | ------------------------- |
|    | Italia (bandiera) | D     | Massimiliano Ferina       |
|    | Italia (bandiera) | C     | Dino Lugheri              |
|    | Italia (bandiera) | C     | Marco Merlo               |
|    | Italia (bandiera) | D     | Gianpaolo Morabito        |
|    | Italia (bandiera) | D     | Marco Ogliari             |
|    | Italia (bandiera) | A     | Raffaele Rubinacci (I)    |
|    | Italia (bandiera) | A     | Christian Scalzo          |
|    | Italia (bandiera) | A     | Stefan Schwoch            |
|    | Italia (bandiera) | P     | Andrea Ferdinando Sirtori |
|    | Italia (bandiera) | C     | Massimiliano Vitali       |

## Risultati

### Campionato

#### Girone di andata
| Arbitro: | Malatesta (Terni) |

|                  |           |                               |
| Guiotto 19’, 46’ | Marcatori | 10’ Scalzo 63’, 76’ Civeriati |

| Arbitro: | Ingenito (Nocera Inferiore) |

|                                 |           |                 |
| Re 5’ (aut.) Schwoch 53’ (rig.) | Marcatori | 45’ Campolonghi |

| Arbitro: | Fausti (Milano) |

|            |           |            |
| Bagnoli 5’ | Marcatori | 17’ De Min |

| Arbitro: | Bancale (Latina) |

|                             |           |            |
| Di Bari 60’ Di Vincenzo 67’ | Marcatori | 33’ Scalzo |

| Arbitro: | Alvino (Salerno) |

|               |           |  |
| Civeriati 39’ | Marcatori |  |

| Tolentino 9 ottobre 1994 6ª giornata | Fermana          | 1 – 0 | Livorno | Stadio della Vittoria\| Arbitro: \| Paparesta (Bari) \| |
| Arbitro:                             | Paparesta (Bari) |       |         |                                                         |

| Arbitro: | Manganelli (Milano) |

|  |           |                               |
|  | Marcatori | 5’, 38’ Schwoch 73’ Rubinacci |

| Arbitro: | Gregoroni (Napoli) |

|                             |           |  |
| Scalzo 68’ Schwoch 73’, 89’ | Marcatori |  |

| Arbitro: | Strazzera (Trapani) |

|                   |           |  |
| Belletti 60’, 78’ | Marcatori |  |

| Arbitro: | Strocchia (Nola) |

|  |           |           |
|  | Marcatori | 33’ Mitri |

| Arbitro: | Dagnello (Trieste) |

|               |           |  |
| Contadini 67’ | Marcatori |  |

| Arbitro: | Urbano (Carbonia) |

|                         |           |                           |
| Cordone 33’ Bagnoli 84’ | Marcatori | 56’ Mariano 90’ Galligani |

| Lugo di Romagna 27 novembre 1994 13ª giornata | Baracca Lugo       | 0 – 0 | Livorno | Stadio Ermes Muccinelli\| Arbitro: \| Preschern (Mestre) \| |
| Arbitro:                                      | Preschern (Mestre) |       |         |                                                             |

| Arbitro: | Pascariello (Lecce) |

|                        |           |            |
| Schwoch 41’ Scalzo 74’ | Marcatori | 67’ Aiello |

| Arbitro: | Santoruvo (Bari) |

|                            |           |  |
| Milanese 16’ Castellan 47’ | Marcatori |  |

| Livorno 18 dicembre 1994 16ª giornata | Livorno                   | 0 – 0 | Teramo | Stadio Armando Picchi\| Arbitro: \| Mulonia (Reggio Calabria) \| |
| Arbitro:                              | Mulonia (Reggio Calabria) |       |        |                                                                  |

| Arbitro: | Tullio (Avezzano) |

|                       |           |              |
| Boccafogli 89’ (aut.) | Marcatori | 42’ Barbieri |

#### Girone di ritorno
| Livorno 15 gennaio 1995 18ª giornata | Livorno           | 0 – 0 | Sandonà | Stadio Armando Picchi\| Arbitro: \| Pirrone (Messina) \| |
| Arbitro:                             | Pirrone (Messina) |       |         |                                                          |

| Arbitro: | Biasutto (Vicenza) |

|  |           |             |
|  | Marcatori | 66’ Schwoch |

| Arbitro: | Ingenito (Nocera Inferiore) |

|            |           |             |
| Ermini 45’ | Marcatori | 23’ Schwoch |

| Arbitro: | Pizzini (Verona) |

|                            |           |                           |
| Civeriati 23’ Barbieri 38’ | Marcatori | 36’ Di Vincenzo 76’ Fiori |

| Arbitro: | Borelli (Roma) |

|  |           |             |
|  | Marcatori | 89’ Schwoch |

| Arbitro: | Innocente (Udine) |

|                                                               |           |  |
| Schwoch 23’, 30’ Scalzo 43’ Civeriati 63’ (rig.) Barbieri 72’ | Marcatori |  |

| Arbitro: | Carraro (Conselve) |

|  |           |                          |
|  | Marcatori | 19’ Cuccù 60’ Margheriti |

| Arbitro: | Sorte (Bergamo) |

|                          |           |                          |
| Sanguin 11’ Scarponi 50’ | Marcatori | 34’ Barbieri 82’ Schwoch |

| Arbitro: | Calcagno (Nichelino) |

|  |           |              |
|  | Marcatori | 51’ Messersì |

| Arbitro: | Ayroldi (Molfetta) |

|           |           |  |
| Mitri 43’ | Marcatori |  |

| Arbitro: | Manganelli (Milano) |

|                              |           |  |
| Cordone 18’ Schwoch 42’, 85’ | Marcatori |  |

| Arbitro: | Fausti (Milano) |

|                                         |           |                         |
| Galligani 43’ (rig.) Mariano 90’ (rig.) | Marcatori | 31’, 83’ (rig.) Schwoch |

| Arbitro: | Vendramin (Castelfranco Veneto) |

|                                     |           |  |
| Civeriati 56’, 59’, 62’ Schwoch 87’ | Marcatori |  |

| Arbitro: | Gregoroni (Napoli) |

|                    |           |                          |
| Mastini 80’ (rig.) | Marcatori | 2’ Civeriati 31’ Schwoch |

| Arbitro: | Alvino (Salerno) |

|                                       |           |  |
| Schwoch 18’ Morabito 35’ Calandra 52’ | Marcatori |  |

| Arbitro: | Strazzera (Trapani) |

|                       |           |                        |
| Ciarrocchi 57’ (rig.) | Marcatori | 72’ Bagnoli 90’ Scalzo |

| Livorno 21 maggio 1995 34ª giornata | Livorno            | 0 – 0 | Vis Pesaro | Stadio Armando Picchi\| Arbitro: \| Tripaldi (Potenza) \| |
| Arbitro:                            | Tripaldi (Potenza) |       |            |                                                           |

### Playoff promozione
| Arbitro: | Ferrarini (Parma) |

|                                          |           |                          |
| Cordone 4’ Schwoch 10’, 49’ Calandra 48’ | Marcatori | 23’ De Carolis 85’ Mitri |

| Arbitro: | Dagnello (Trieste) |

|                          |           |  |
| Cei 29’ M. Carnevale 69’ | Marcatori |  |

## Coppa Italia
| Massa 21 agosto 1994 1º turno - Andata | Massese         | 0 – 0 | Livorno | Stadio degli Oliveti\| Arbitro: \| Sorte (Bergamo) \| |
| Arbitro:                               | Sorte (Bergamo) |       |         |                                                       |

| Arbitro: | Sirotti (Forlì) |

|                 |           |  |
| Schwoch 3’, 92’ | Marcatori |  |

| Arbitro: | Ferrarini (Parma) |

|  |           |            |
|  | Marcatori | 20’ Vitali |

| Livorno 5 ottobre 1994 2º turno - Ritorno | Livorno          | 0 – 0 | Pontedera | Stadio Armando Picchi\| Arbitro: \| Rossi (Ciampino) \| |
| Arbitro:                                  | Rossi (Ciampino) |       |           |                                                         |

| Arbitro: | Ercolino (Cassino) |

|           |           |              |
| Nardi 25’ | Marcatori | 31’ Calandra |

| Arbitro: | Malatesta (Terni) |

|                        |           |  |
| Bagnoli 46’ Scalzo 91’ | Marcatori |  |

| Arbitro: | Calabrese (Avezzano) |

|                           |           |                                |
| Rubinacci 13’ Bagnoli 67’ | Marcatori | 76’ (rig.) Sacchetti 78’ Nervo |

| Bologna 8 febbraio 1995 Ottavi - Ritorno | Bologna             | 0 – 0 | Livorno | Stadio Renato Dall'Ara\| Arbitro: \| Manganelli (Milano) \| |
| Arbitro:                                 | Manganelli (Milano) |       |         |                                                             |